# Paracladura scimitar
Paracladura scimitar är en tvåvingeart som beskrevs av Alexander 1969. Paracladura scimitar ingår i släktet Paracladura och familjen vintermyggor. Inga underarter finns listade i Catalogue of Life.